# Higurashi no naku koro ni
Higurashi no Naku Koro ni (ひぐらしのなく頃に Quan les cigales ploren) és una novel·la visual o sound novel (ja que el contingut sonor és més destacable que el gràfic) desenvolupada per l'estudi doujinshi (autopublicat) 07th expansion. La història es desenvolupa el juny de l'any 1983 en una petita població fictícia anomenada Hinamizawa (que s'inspira en una de real anomenada Shirakawa). Quan en Maebara Keiichi vagi a viure-hi es farà amic de quatre noies Rena Ryugu, Mion Sonozaki, Houjou Satoko i Furude Rika. Formarà part del seu club de jocs on passaran alegrament les tardes competint en jocs de tota mena. Tanmateix no tot és el que sembla, i uns curiosos assassinats s'han produït en aquest poble des de fa cinc anys el mateix dia. Aquest dia és el del festival del poble el Watanagashi.
A cada arc algú es tornarà paranoic i assassinarà a algú. En un principi no semblen tenir relació, però a mesura que arribem al final coneixerem tota la veritat.
La història té múltiples adaptacions que l'han fet més coneguda: anime, manga, pel·lícula live action (amb actors reals).

## Estructura del joc
S'estructura en dues parts principalment: Higurashi no naku koro ni (arcs de pregunta) i Higurashi no naku koro ni Kai (arcs de resposta). A més d'aquests dos, també trobem un tercer Higurashi, Higurashi no naku koro ni Rei que conté elements extres.
Basant-nos en les dues primeres parts trobem que estan dividides en quatre arcs cadascuna, hem d'entendre aquests arcs com possibilitats del que podria haver passat a Hinamizawa en el juny de l'any 1983 i concretament en els dies propers al festival del Watanagashi.
Cal esmentar que és una història sense cap mena de decisió i que presenta una historia només interrompuda de tant en tant pels TIPS o consells que són informació addicional per entendre millor tot el que està passant, motivacions de personatges, circumstàncies...

### Arcs de PreguntaHigurashi no naku koro ni
1-Onikakushi-hen (Arc Raptat pel dimoni), 2002: serveix com a arc introductori, coneixem com es viu a Hinamizawa i alguns dels seus obscurs secrets, els assassinats i les desesperacions que succeeixen cada any durant el Watanagashi. El protagonista començarà a dubtar de les seves amigues que li guarden molts secrets, sobretot de la Rena i la Mion.
2-Watanagashi-hen (Arc del Festival Watanagashi),2002: arc en el que apareix per primer cop la germana bessona de la Mion: Shion. Coneixem més sobre l'origen del Watanagashi i sobre Hinamizawa, les seves costums, i les tres famílies més importants. Els personatges més destacats en aquest cas són les dues germanes bessones, i descobrim un costat més dolç de la Mion. Els fets detonant de la tragèdia seran que el Keiichi doni una nina a la Rena, no a la Mion, i entrar en un santuari sagrat.
3- Tatarigoroshi-hen (Arc de la Maledicció assassina), 2003: arc en el que s'explora més a fons el passat de la família Houjo, concretament se centra en la relació dels germans, la Satoko i en Satoshi. També apareix per primer cop el metge Irie i l'oncle Houjo Teppei, un maltractador. L'arc s'explica des de la perspectiva d'en Keiichi però també en alguna part des de la de la Satoko.
4- Himatsubushi-hen (Arc per passar l'estona), 2004: arc que transcorre cinc anys abans que els altres arcs, és a dir l'any 1978. A més el protagonista és Akasaka qui coneixerà a la Rika amb qui anirà al Watanagashi. Ella predirà les morts que succeiran en un futur en tots els festivals que estan per venir.

### Arcs de RespostaHigurashi no naku koro ni Kai
5- Meakashi-hen (Arc d'Obrir els ulls), 2004: arc que dona resposta al Watanagashi-hen. Descobrim una nova realitat des de la perspectiva de la Shion. A més de conèixer quina relació tenia amb en Satoshi i altres aspectes sobre aquest personatge que l'han portada a la situació en què es troba en el moment en què la coneixem.
6-Tsumihoroboshi-hen(Arc de l'Expiació), 2005: arc que dona resposta al Onikakushi-hen, tot i això la relació no és tan directa com en el cas anterior, sinó que se'ns mostra una variant on la causant de la tragèdia és la Rena i no en Keiichi. És en aquest arc que coneixem més sobre aquest personatge, la seva família i les seves circumstàncies.
7-Minagoroshi-hen (Arc de la Massacre), 2005: arc que dona resposta al Tatarigoshi-hen però també a altres misteris de tota la saga de preguntes. Se'ns revela qui és el culpable de les conductes dels personatges, està explicat des de la perspectiva de la Rika i el destí de Hinamizawa canvia per primer cop. També apareix el personatge de la Hanyu.
8-Matsuribayashi-hen (Arc del Festival acompanyat), 2006: arc final en el que la Hanyu pren forma humana per intentar evitar el futur. Predomina el punt de vista de la Rika però també s'explica a través d'altres personatges. En aquest arc tots els personatges fan causa comuna contra el destí de Hinamizawa.

### Arcs del fandiskHigurashi no naku koro ni Rei
1-Saikoroshi-hen (Arc dels Daus assassins), 2006: arc en el que se'ns presenta un món completament diferent a tots els Hinamizawes anteriors. En aquest cas moltes de les causes que posteriorment portarien a problemes psicològics en alguns personatges no han succeït. És com una mena de món 0 on res del que coneixem ha passat. Tanmateix sense les desgràcies els personatges han canviat i no són qui coneixem, i la Rika, perduda en aquest món, voldrà sortir-se'n.
2-Batsukoishi-hen (Arc de la Penalitat de l'Amor), 2006: va aparèixer en un primer moment com a epíleg del Meakashi-hen i no té gran importància en la història, és més aviat una història còmica.
3-Hirukowashi-hen (Arc del dia de l'alba), 2006: basat en el joc Higurashi Daybreak no té tampoc molta importància argumental.